# Phủ Tùng
Phủ Tùng (chữ Hán giản thể: 抚松县) là một huyện ở địa cấp thị Bạch Sơn, tỉnh Cát Lâm, Cộng hòa Nhân dân Trung Hoa. Huyện này có diện tích 6150 ki-lô-mét vuông, dân số 310.000 người. Mã số bưu chính là 134500. Chính quyền huyện Phủ Tùng đóng ở trấn Phủ Tùng. Về mặt hành chính, huyện này được chia thành 12 trấn, 6 hương.
- Trấn: Phủ Tùng, Tùng Giang Hà, Tuyền Dương, Tiên Sơn Kiều, Hưng Tham, Tân Đồn Tử, Vạn Lương, Lộ Thủy Hà, Đông Cương, Mạn Giang, Du Thụ, Bắc Cương.
- Hương: Hưng Long, Tây Cương, Trừu Thủy, Tùng Giang, Duyên Giang, Tùng Giao.